# Gerhard Commichau
Gerhard Commichau (* 17. August 1933 in Wittenberg; † 2. März 2019 in Hamburg) war ein deutscher Rechtsanwalt.

## Leben

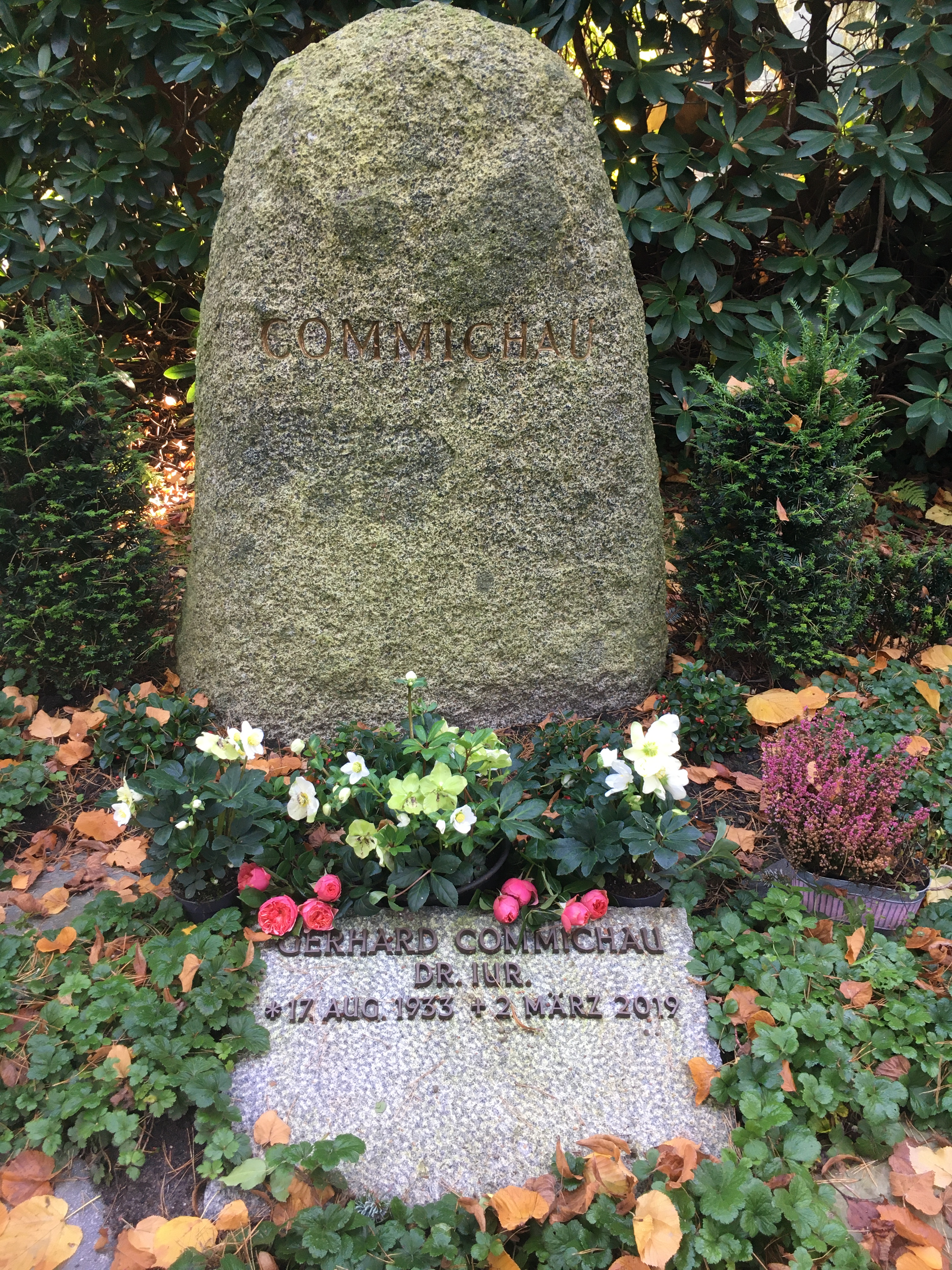
Grabstätte auf dem Friedhof Ohlsdorf im Planquadrat U 12

Gerhard Commichau war der zweite Sohn des Arztes Rudolph Commichau und seiner Ehefrau Elisabeth, geb. Fahr. Er war verheiratet und hatte einen Sohn.
Er besuchte das Freiherr-vom-Stein-Gymnasium in Oldenburg in Holstein und absolvierte dort 1953 sein Abitur. Nach Studienaufenthalten in Erlangen und Hamburg legte er 1956 und 1960 die juristischen Staatsexamen ab und wurde 1960 zum Dr. iur. promoviert. 1961 trat er in Hamburg als Rechtsanwalt in die damalige Sozietät Dres. Burchard-Motz, Deuchler, Krauel ein. Er war beratend und forensisch im Wirtschaftsrecht tätig und machte sich vor allem auf dem Gebiet des Börsenrechts einen Namen. Viele Jahre war Commichau Justiziar des Bundesverbandes der Kursmakler an den deutschen Wertpapierbörsen.
Gerhard Commichau verstarb 85-jährig in Hamburg und wurde auf dem Hamburger Friedhof Ohlsdorf beigesetzt.

## Ehrenamtliche Tätigkeiten
Ausbildung und Berufsstand
Commichau übernahm von 1978 bis 1988 verschiedene Lehraufträge in den Fachbereichen für Rechtswissenschaft an der Universität Hamburg sowie Seminare an der Deutschen Anwaltsakademie. Er war Mitglied im Vorstand des Deutschen Anwaltvereins sowie Vorsitzender des Kuratoriums der Deutschen Anwaltsakademie und von 1985 bis 1990 Chef der Deutschen Delegation im Rat der Anwaltschaften der Europäischen Gemeinschaft - CCBE. Besonders engagierte sich Commichau für die ostdeutsche Anwaltschaft, indem er bereits Anfang 1990 die Vereinigung ADIUVAT - Anwaltschaft hilft Anwaltschaft e.V. mit gegründet und intensiv gefördert hat. Commichau verfasste eine Vielzahl von Fachaufsätzen zur Juristenausbildung und zum Börsenrecht sowie Lehrbücher zur Anwaltstätigkeit und zum Kartellrecht.
Gemeinnützigkeit
Commichau übte mehr als 16 verschiedene Ehrenämter in Stiftungen und Fördervereinen aus. Er war unter anderem Ehrenritter (1981), Rechtsritter (1989) und von 1990 bis 2001 Regierender Kommendator der Hamburgischen Kommende des Johanniterordens, Mitglied im Vorstand der Johanniter-Hilfsgemeinschaft Hamburg, der Daniel Schutte-Stiftung zu Hamburg und verschiedener weiterer Stiftungen, die Altenwohnplätze und Pflegeplätze unterhalten sowie im Kuratorium des Krankenhauses Alten Eichen und der Stiftung St. Elisabeth für behinderte Kleinkinder. Ferner war Commichau Vorsitzender der Wissenschaftsstiftungen Johanna und Fritz Buch Gedächtnisstiftung und Esche Schümann Commichau Stiftung.